# Оккупация Калуги
Оккупа́ция Калу́ги — временное занятие войсками вермахта города Калуги во время Великой Отечественной войны, длившееся с 12 октября по 30 декабря 1941 года.
Оборона Калуги была частью битвы за Москву. В сентябре 1941 года немецкие бомбардировщики сбросили на город первые бомбы. В конце сентября началась эвакуация населения, в то же время в первой декаде октября немецкие войска вплотную подошли к городу. Взятие города было зафиксировано в 21:00 12 октября.
Оккупационные силы учредили в Калуге комендатуру для военного управления (в том числе полицейские силы для поддержания порядка) и городскую управу — для гражданского управления. 22 октября открылась земская управа, под контроль которой перешёл Калужский район. Был организован лагерь военнопленных. Население города к этому моменту составляло 51 000 человек.
Оккупационная власть столкнулась с нехваткой продовольствия, были введены карточки и раздача продовольствия, однако принятые меры не приносили должного эффекта, горожане голодали. Комсомольцы и коммунисты были поставлены на учёт, евреи поражены в правах и переселены в Калужское гетто. Военнопленные подвергались издевательствам. В отношении остальных граждан совершались грабежи, проводилась политика устрашения, в том числе практиковались казни: расстрелы и повешения — в отместку за деятельность партизан.
Освобождение Калуги стало целью Калужской наступательной операции, начавшейся 17 декабря 1941 года. При отступлении немцы расстреливали военнопленных и подожгли еврейское гетто. Город был освобождён войсками Западного фронта 30 декабря 1941 года.